# نشان (أوزبكستان)
نشان هي بلدة في مقاطعة نشان في ولاية قشقداريا في أوزبكستان.